# Винокур, Лев
Лев Винокур (Lev Vinocour; род. 3 августа 1970, Ленинград) — советский и немецкий пианист.

## Биография
Родился в Ленинграде, в детстве жил в Одессе, в шестилетнем возрасте поступил в музыкальную школу для одарённых детей при Ленинградской консерватории. В 13 лет дебютировал как солист в сопровождении Симфонического оркестра ленинградской филармонии под управлением Евгения Мравинского. В 17 лет, в марте 1988, завоевал 2-ю премию на всесоюзном конкурсе пианистов в Тбилиси.
Окончил Московскую консерваторию по классу фортепиано у Льва Власенко и по классу дирижерского мастерства. Затем продолжал образование под руководством Арналду Коэна в Манчестерском музыкальном колледже, там же в Манчестере получил музыковедческую степень за работы, посвящённые пианизму Ференца Листа. Занимался в мастер-классах Леона Флейшера, Мюррея Перайи и др. На Международном конкурсе пианистов имени Бузони разделил четвёртую премию в 1991 году и пятую премию в 1995 году, в 2002 году занял третье место на Международном конкурсе пианистов имени Джины Бахауэр. После того, как он занял второе место на 1-м конкурсе имени Клары Шуман в Дюссельдорфе («Concours Clara Schumann», 1994), Алексис Вайсенберг пригласил его к себе в Энгельберг (Швейцария) вначале в качестве студента, а впоследствии Винокур стал его ассистентом.
С 1996 года живёт в Германии, в 2002 году получил немецкое гражданство.

## Творчество
В исполнительской стратегии Винокура сочетаются желание развлекать и просвещать слушателя. В его репертуаре заметное место занимают малоизвестные сочинения и транскрипции известных композиторов: так, Винокур записал диск фортепианных транскрипций Сергея Прокофьева (преимущественно из его собственных оркестровых сочинений), транскрипции Михаила Плетнёва и Теодора Кирхнера из музыки к балету Чайковского «Спящая красавица», переложения вальсов Иоганна Штрауса и др. К 200-летию Роберта Шумана в 2010 году Винокур записал с Симфоническим оркестром Венского радио (дирижёр Иоганнес Вильднер) тройной альбом со всеми произведениями Шумана для фортепиано с оркестром.

### Кинематограф
- 2011 Ференц Лист — поздние годы (нем. Franz Liszt — Die späten Jahre; ТВ документальный, Германия, Австрия) — камео
- 2012 Соната для двух… (нем. Sonate für zwei …; ТВ документальный, Швейцария) — камео